# 高砂神社

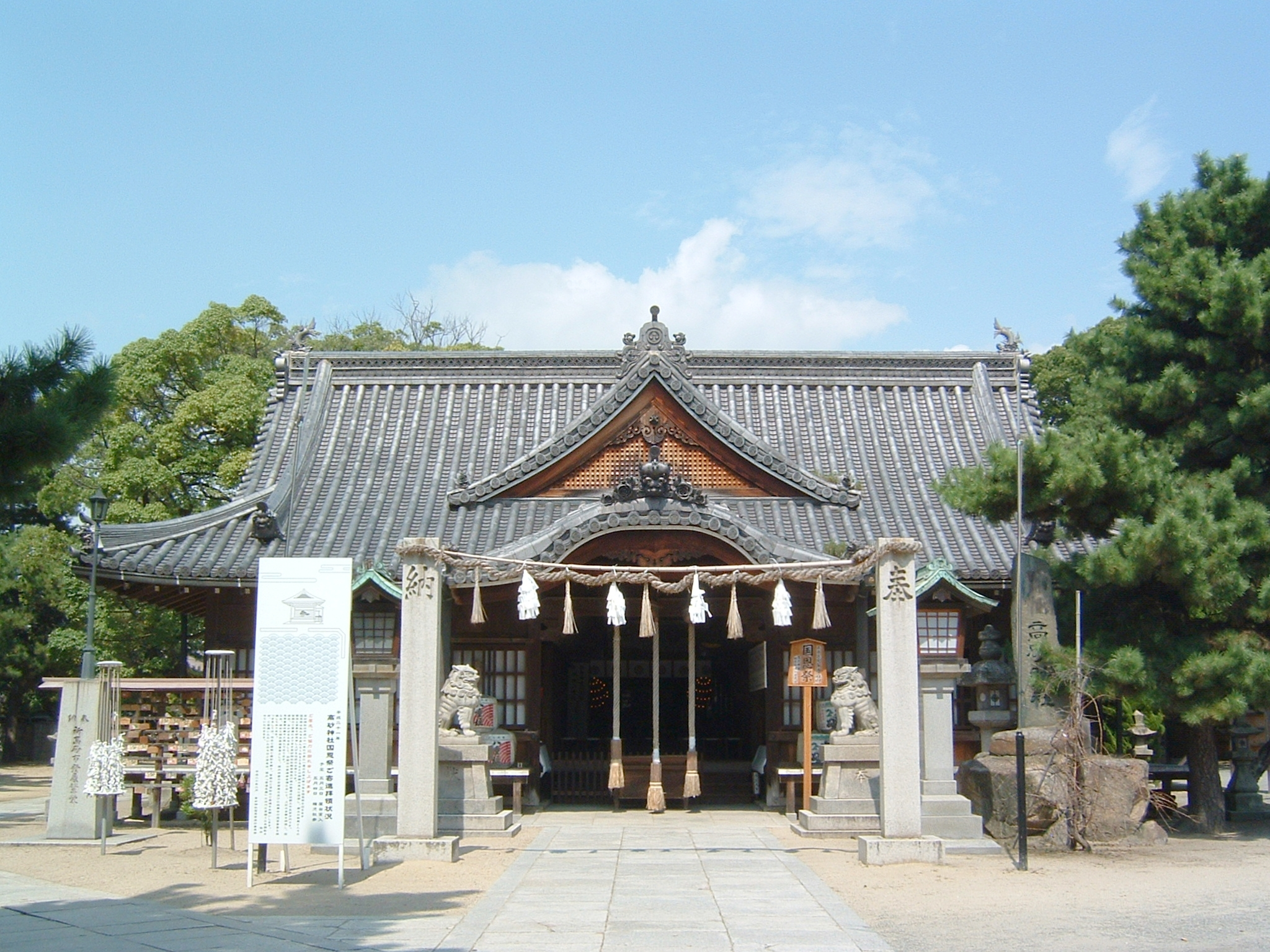
拝殿

高砂神社（たかさごじんじゃ）は、兵庫県高砂市にある神社。相生の松で知られ、能・謡曲の『高砂』の舞台の一つとも言われている。旧社格は県社。

## 祭神
- 素盞嗚尊
- 大己貴命
- 奇稲田姫

## 由緒
社伝によれば、神功皇后の西征は大己貴命の加護によって果たされ、その凱旋の際に、大己貴命の「鹿子の水門（かこのみなと）に留まる」との神託を受け、神功皇后の命により大己貴命が当地に祀られたことにより創建されたという。また、天禄年間に疫病が流行したが、素盞嗚尊・奇稲田姫を合わせ祀ったところ、疫病が治まったと伝えられている。素盞嗚尊（牛頭天王）が祀られていることから、高砂牛頭天王とも呼ばれた。

## 歴史
江戸時代の寄進状・借地願・社外図面・年中行事などに関する史料が高砂神社文書に含まれている。
1601年（慶長6年）に姫路城主の池田輝政は高砂城を高砂神社の敷地に築くことに決め、領地10石を寄進した。1605年（慶長10年）に築城に伴い西北の松林へ移転。1615年（元和元年）に出された幕府による一国一城令により高砂城が廃城になる。1625年（寛永2年）に姫路藩主の本多忠政が領地20石の寄進し、元の場所に再度移転させた。

### 江戸時代
高砂は江戸時代において漁業や海運業の拠点として発展し、これらに関係する借地願も残っている。このうち、1826年（文政9）には渡海船仲間の会所を建設するために東西4間・南北3間の土地の借地願が出されたほか、1838年（天保9）には魚市場としての利用を目的に社地の借用がなされた。

## 相生の松

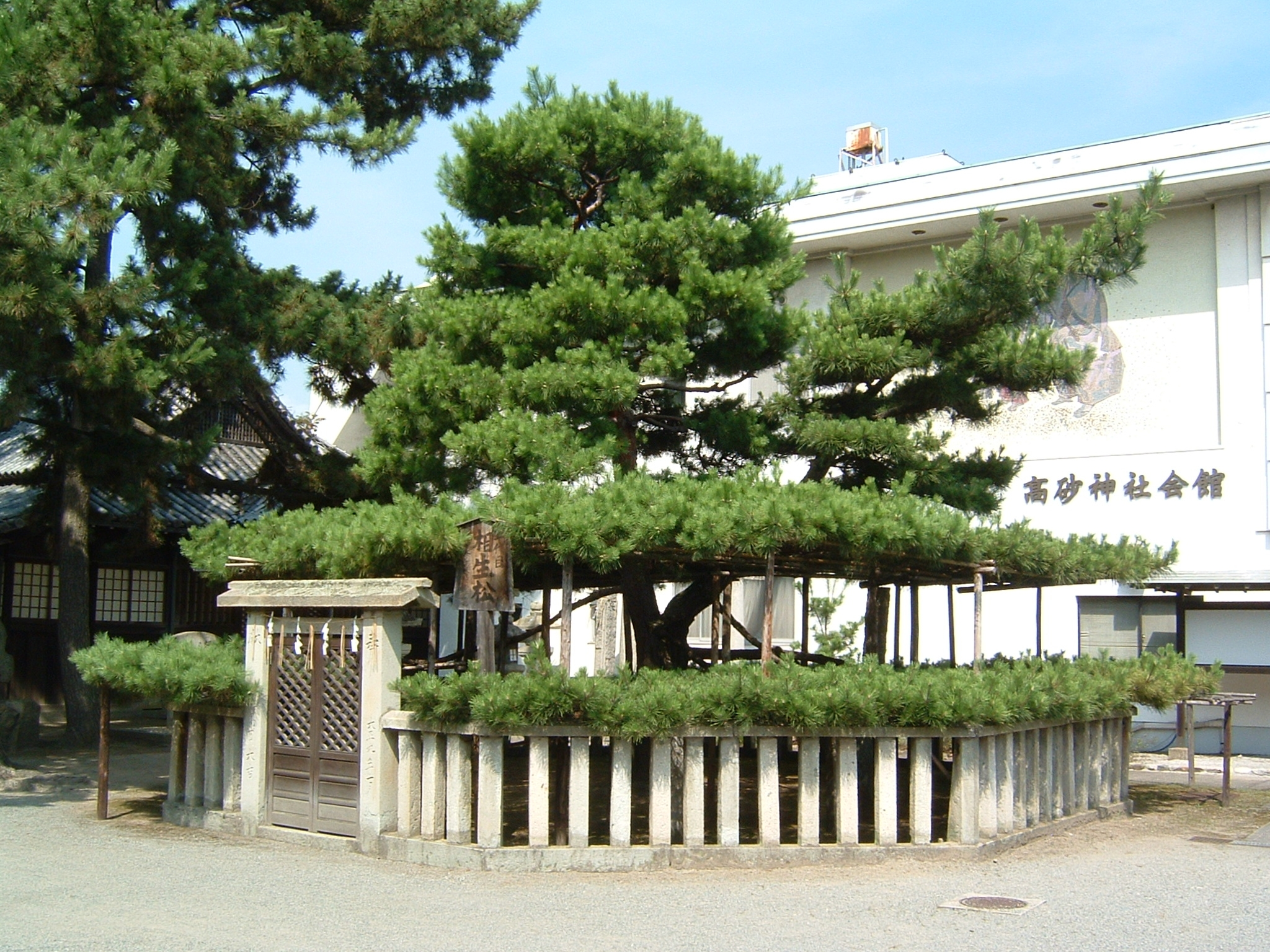
5代目の相生の松

あるとき、1つの根から雌雄2本の幹をもつ松が境内に生えた。この松は、尉（伊弉諾尊）と姥（伊弉冊尊）の2神が宿る霊松とされ、相生の松と称された、という説があるが確証はないとされている。初代相生の松は天禄年間に、2代目は兵火によって天正年間に枯死したと伝えられている。本多忠政がこれを惜しみ、遷宮の際に3代目の相生の松を植えたと言われている。3代目相生の松は大正13年に天然記念物に指定されたが、昭和12年に枯死し、幹が霊松殿で保存されている。4代目は松くい虫の被害により短命に終わった。現在は5代目の松が枝を張る。
なお、相生の松の他にもいぶき（高砂市保存樹）も神木とされており、『高砂』の登場人物である阿蘇の宮神主・友成の杖から発芽したとする伝説がある。

## 境内の建物
境内中央に本殿があり、そこから南側へ祝詞殿、幣殿、拝殿と4つの建物が繋がって並んでいる。境内の北側には書院、北東には三社、西に粟島社や天満宮などが配置されている。古い能舞台は東、新しい能舞台は南東にある。
- 本殿　-　本体は19世紀前半の様式、向拝は17世紀前半のものである。そのことから本殿は17世紀の前半に建てられ、19世紀前半に建て替えられたと推測される
- 祝詞殿 - 18世紀後半の様式
- 幣殿 - 祝詞殿と拝殿をつなぐ小さな建物。18世紀後半の様式
- 拝殿 - 4つの中で一番南側にある大きな建物。18世紀後半の様式
- 旧能舞台 - 17世紀後半の様式
- 新能舞台 - 2013年建造
- 書院 - 17世紀前半の様式。1998年改修
- 表門 - 規模の大きな四脚門。19世紀前半建造と考えられている[8]。

## 境内社
- 尉姥神社 - 伊弉諾尊・伊弉冊尊
- 稲荷社 - 倉稲魂命
- 三社（神明社） - 天照大神・春日大神・八幡大神
- 住吉社 - 住吉三神
- 粟島社 - 少彦名命
- 愛宕社 - 軻遇突智命・伊弉冊尊
- 天神さん - 菅原道真
- 猿田彦社 - 猿田彦命
- 琴平神社 - 大物主命
- 秋葉神社 - 軻遇突智命
- 神馬社
- 弁財天 - 弁財天
- 榎神社
- 和魂神社 - 高砂町出身の戦没者

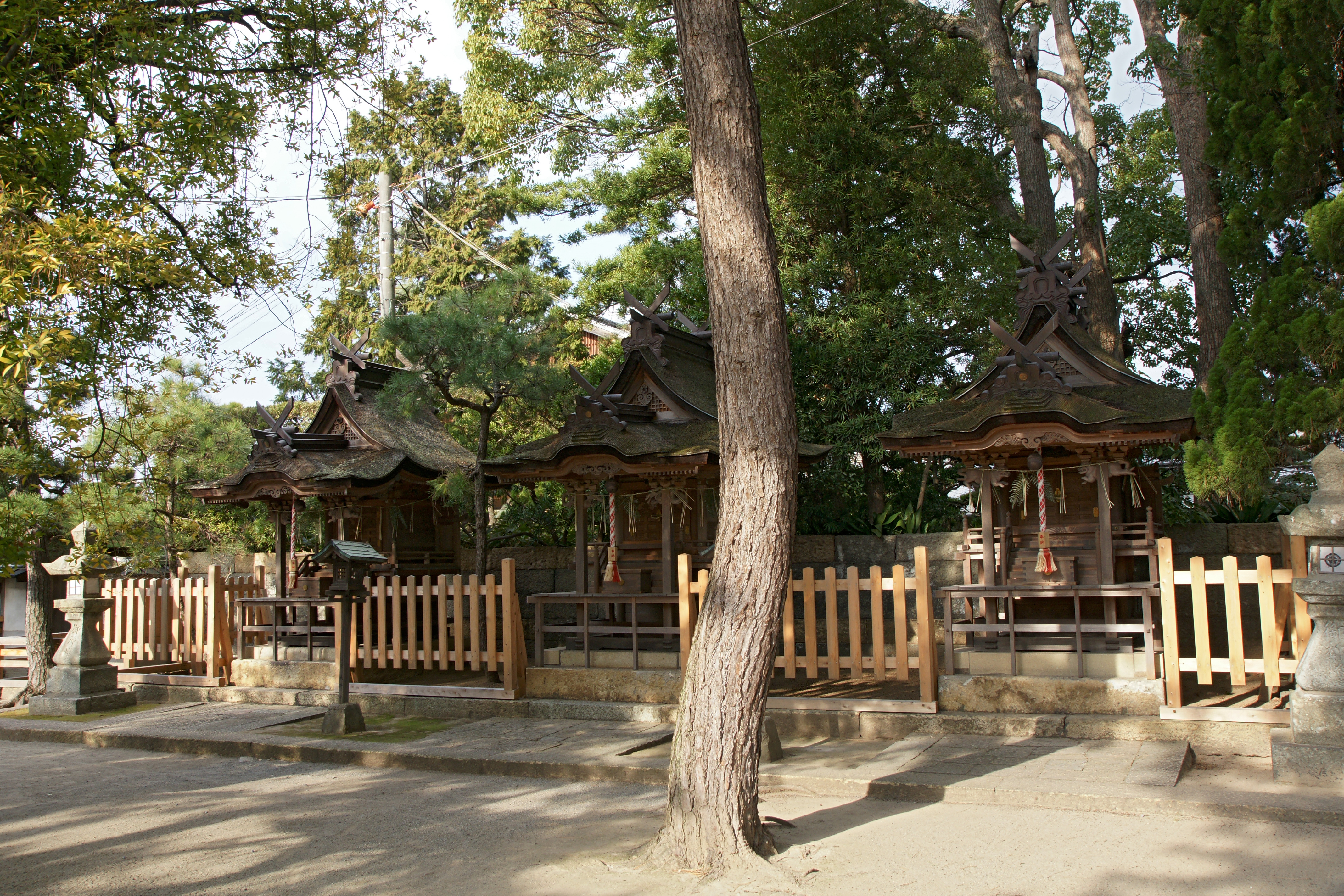
住吉社・三社・稲荷社
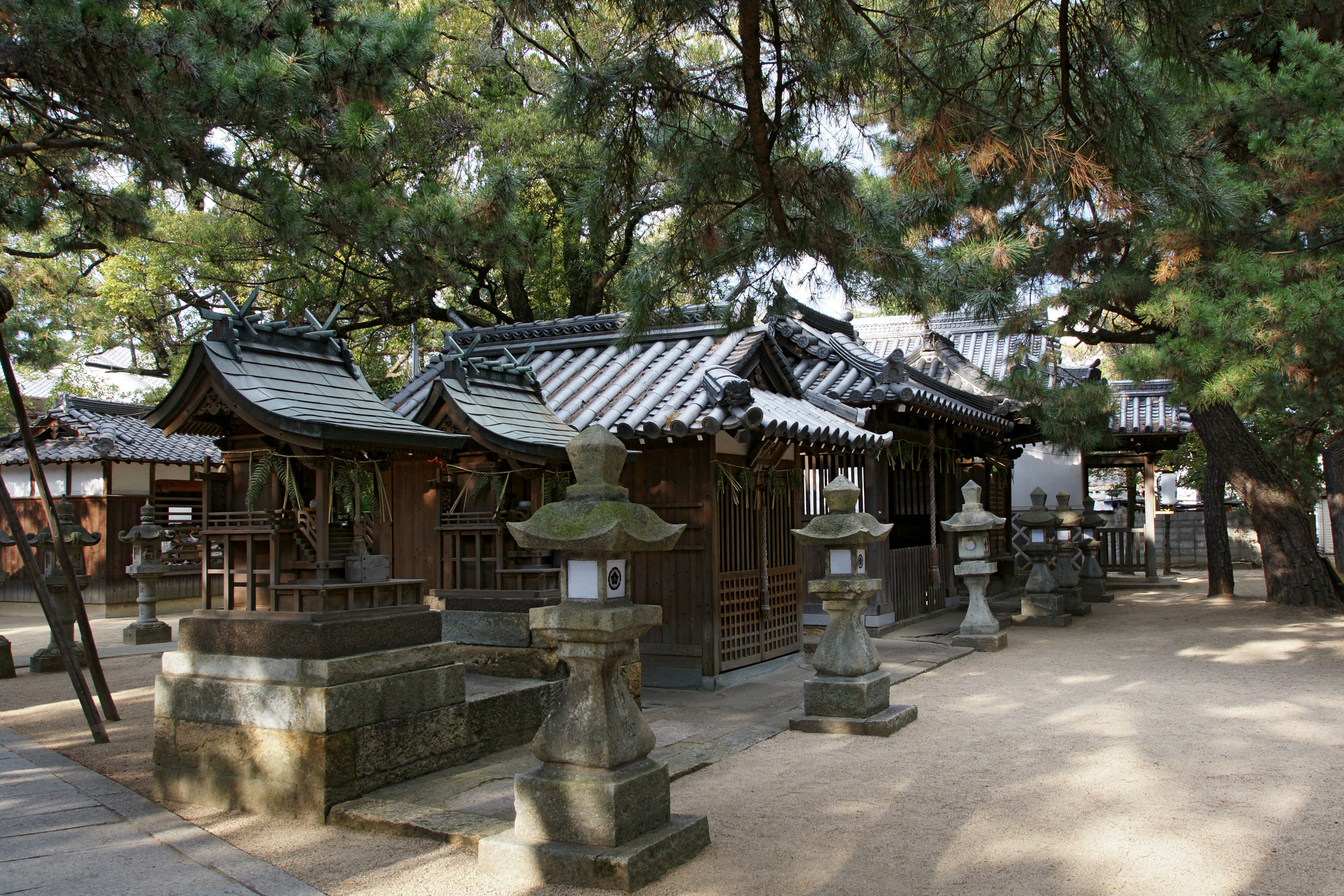
猿田彦社・秋葉神社・神馬社・天満神社
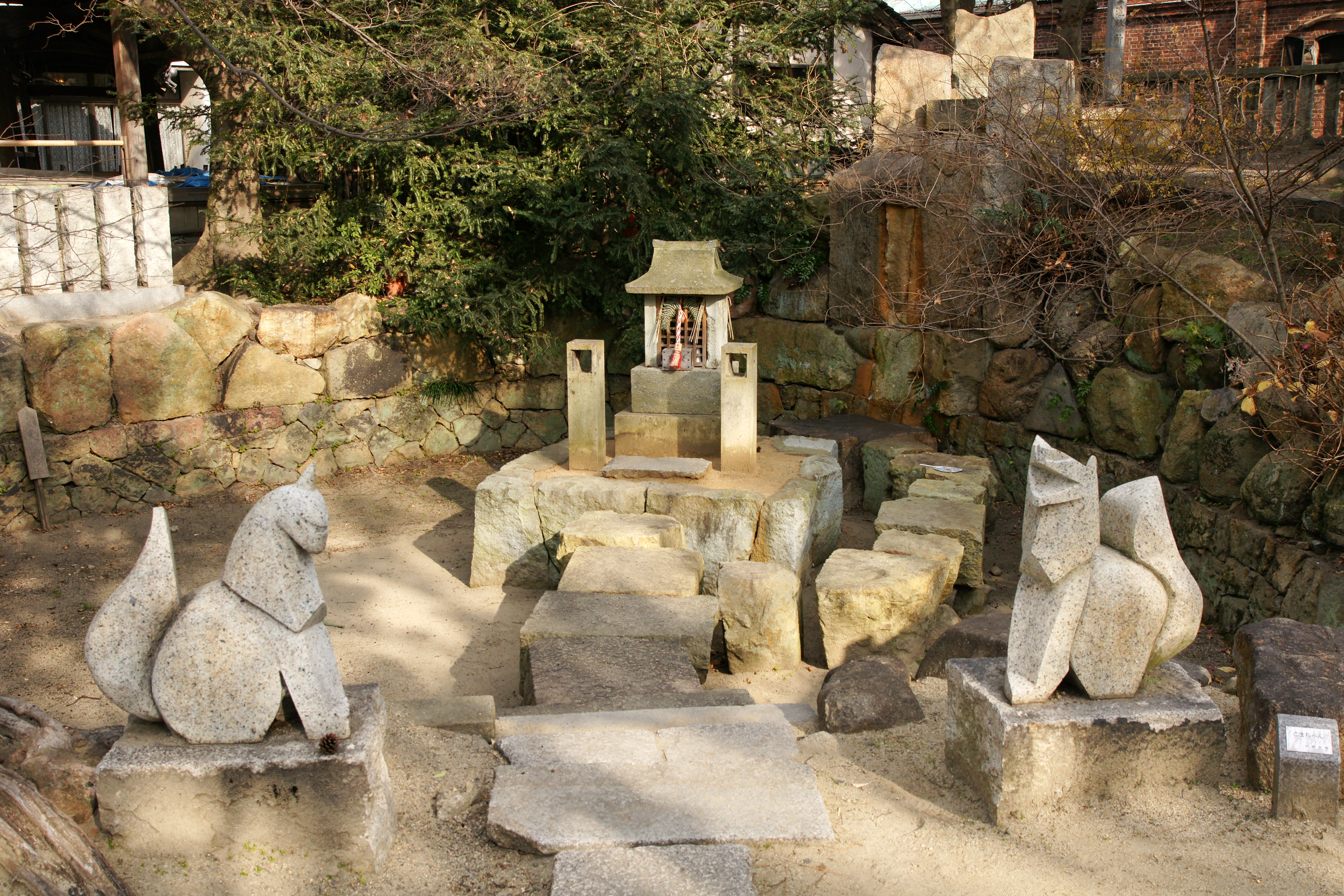
弁財天
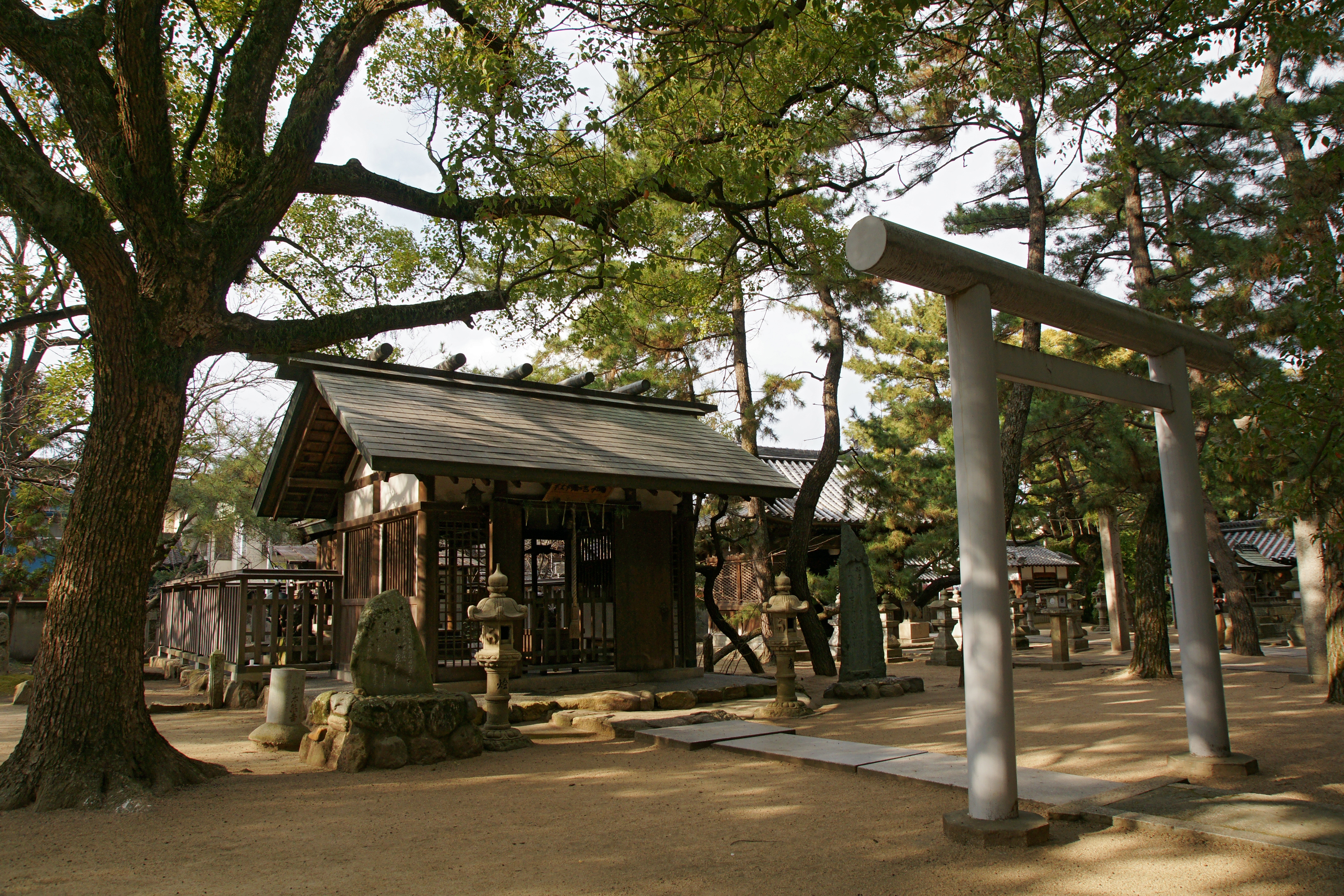
和魂神社

## 祭事
- 尉姥祭（5月21日） - 社宝の翁面を使い、お面かけ神事が行われる。
- 祇園祭（7月7日～13日）
- 例祭（10月10日・11日） - 10日は神幸祭、11日は例祭。渡御では神輿の先導やお供として屋台や車楽が出され行列となる。近年、一つ物や頭人が再開され、これに加わっている。また、3年に1度船渡御が行われる。例祭では氏子各町からの屋台が宮入りする。
- 国恩祭　11年に1度、5月頃行われる。近年では2009年5月3日・4日に実施。

### 高砂社覚書（寛延2年）に見る行事
1749年（寛延2）の高砂社覚書に見られる行事は以下のとおりである。なお、月日は旧暦である。
- 元日 - 祈祷神楽
- 2月3日 - この日から二夜三日かけての神供・神酒・神楽
- 毎月朔日・11日 - 祈祷（神供・神酒・神楽）
- 3月節句 - 祈祷
- 5月2日 -  この日から二夜三日かけて正月と同様の祈祷
- 5月節句 - 祈祷
- 6月7日～14日 - 夏祭神事
- 6月晦日 - 名越祓神事等
- 7月節句 - 祈祷
- 9月2日 - この日から二夜三日かけて祈祷。
- 9月節句 - 祈祷
- 9月10日・11日 - 恒例之祭礼。
- 9月21日・22日 - 戎祭
- 11月15日 - 榊祭
- 12月晦日 - 祈祷

## 氏子
高砂神社の秋季例大祭に登場(神輿型太鼓台を持ち上げて入場する地区)をここにて著す。
特徴として、旧高砂町の町内に位置する地区が氏子に入っている。
- 木曽町(高砂町の北西部に位置する住宅地)
- 農人町(高砂町の西部に位置する住宅地名・サンモール高砂の西側の地区)
- 藍屋町(高砂町の中部の加古川沿いに位置する地区・相生橋の西詰に位置する)
- 鍵町(高砂町の中部に位置し、木曽町・農人町・西畑に接する地区・地区内に高砂市立高砂幼稚園がある)
- 西畑(高砂市の南部に位置する地区。地区内に兵庫県立高砂南高等学校がある)
- 戎町(高砂町の南部に位置し、カネカ高砂工場の北に位置する。高砂町内の漁師町である)
- 中部
- 浜田町(高砂町の北部に位置する地区。地区内に山陽電鉄本線高砂駅がある)
- 東宮町(高砂町の南部に位置する地区。高砂神社が建立されている場所でもある)

## 交通アクセス
- 山陽電鉄高砂駅より
  - 南へ徒歩15分
  - じょうとんバス（高砂市コミュニティバス）高砂循環ルート「高砂神社」バス停下車